# Свети Никола (Шишево)
Вижте пояснителната страница за други значения на Свети Никола.
„Свети Никола“ (на македонска литературна норма: „Свети Никола“) е православен манастир в северната част на Северна Македония, разположен край скопското село Шишево. В миналото е част от Охридската архиепископия, след това от Българската екзархия, а днес – от Скопската епархия на Македонската православна църква – Охридска архиепископия.

## Местоположение
Намира се край село Шишево, община Сарай. Манастирът е разположен високо в една заравнена тераса на скалите, над десния бряг над изкуственото езеро Матка над река Треска. Теренът е недостъпен за моторни превозни средства и планински велосипеди и е достъпен единствено пеша от три посоки: от моста на река Треска, от село Шишево, както и от върха на планината Водно. Обратно на манастира, долу край езерото се открива прекрасна гледка към известна манастирска църква „Свети Андрей“.

## История
Точната дата на построяването на манастирската църква, посветена на Свети Никола, е неизвестна. Въпреки това има данни, че църквата е построена или възстановена в 1345 година от поп Ненад и други ктитори. Към средата на XV век се споменава, че в манастирската църква има само един монах. До края на XV век и през целия XVI век няма никакви данни за живота на манастира. Някъде през първата половина на XVII век към западната част на църквата е дограден притвор. По времето на Симеон Скопски църквата е изписана в 1630 година.
От последвалата история на манастира българският просветител Йордан Хаджиконстантинов Джинот в една своя статия в „Цариградски вестник“ от 20 ноември 1854 година отбелязва, че в 1844 година арнаутите унищожават всички манастирски сгради с изключение на манастирската църква.

## Архитектура
Манастирската църква се състои от две сгради. Първоначалната сграда представлява еднокорабна църква с тристранна апсида на изток и полувалчест свод. Втората сграда е притвор, дозидан до по-старата църква във формата на вписан кръст с конзоли и осмоъгълен купол. Двете сгради значително се различават по начина на изграждане – по-старият дял е от кършен камък, а по-новият от каменни блокове. Над входа на църквата има голям стенопис от светеца Свети Никола, патрон на църквата.

## Живопис
В църквата „Свети Никола“ има два слоя живопис. Старите фрески, които произхождат от XIV век, частично са открити под стенописите от XVII век. От старите стенописи са видими символи на четирима свети отци на северната и южната стена на олтара и двама свети воини в наоса. Това са свещените воини Георги и Димитър, облечени в съвременни владетелски одежди с високи шапки, подобни на тези от Марковия манастир. Стенописите от 1630 година, които се намират във втората църква, т.е. в притвора, са много добре запазени. В долната зона са направени отделни светци, над тях сцени от живота на Свети Никола, а в горните зони са сцени от чудесата и страданията на Исус Христос. Стенописите от 1630 година носят всички характеристики на този период – рисуването доминира, линията е сигурна и коректна, сцените са изпълнени с наративност, пренаселеност на композицията, оскъдни цветове и преобладава червеният цвят. Кръстът на иконостаса е от 1645 г. Иконостасът по-късно е бил пренесен в съседната гробищна църква на Шишево „Свети Атанасий“
От някогашните манастирски конаци, днес се виждат останки от основи южно и източно от църквата, на които са изградени беседки с прекрасна гледка към църквата „Свети Андрей“.